# Ignacy (Bazyluk)
Ignacy, imię świeckie Jakub Bazyluk (ur. w latach 60. XIX wieku, zm. 9 sierpnia 1942 w Jabłecznej) – mnich prawosławny, jeden z Męczenników chełmskich i podlaskich. Znany również jako św. męczennik Ignacy Jabłeczyński.

## Życiorys
Nie jest znana jego dokładna data i miejsce urodzenia. Przez cały okres międzywojenny był już zakonnikiem w monasterze św. Onufrego w Jabłecznej, gdzie był jednym z najstarszych mnichów. Wykonywał funkcję dzwonnika.
We wrześniu 1939 wojska niemieckie zajęły część budynków monasteru na placówkę wojsk pogranicznych i zabrały z niego całe zapasy żywności oraz żywy inwentarz. Mnisi nie zamknęli jednak klasztoru, a nawet wysłali do władz okupacyjnych list protestacyjny, co jednak nie przyniosło poprawy ich sytuacji.
Nocą z 9 na 10 sierpnia 1942 pogranicznicy, najprawdopodobniej będąc pod wpływem alkoholu, podpalili klasztor i zdemolowali część wnętrz. Schwytanych mnichów spędzali na dziedziniec, zapowiadając, że mają zamiar ich rozstrzelać. Nie pozwolili również gasić pożaru. Części zakonników udało się uciec; Ignacy jednak wszedł na dzwonnicę i zaczął biciem w dzwon alarmować mieszkańców. Został wówczas zaatakowany przez grupę niemieckich żołnierzy i śmiertelnie pobity.
Niemcy nie pozwolili ugasić pożaru również przybyłym na miejsce zdarzeń mieszkańcom Jabłecznej, po czym nakazali przetrzymywanym mnichom wykopać grób. Ostatecznie jednak do rozstrzelania ocalałych nie doszło, pozwolono również na pochówek Ignacego na cmentarzu monasteru. Jego relikwie zostały później przeniesione do cerkwi św. Onufrego w obrębie kompleksu klasztornego.
Kanonizowany 20 marca 2003 uchwałą Świętego Soboru Biskupów PAKP.